# Unken
Unken est une commune autrichienne du district de Zell am See dans l'État de Salzbourg.

## Géographie

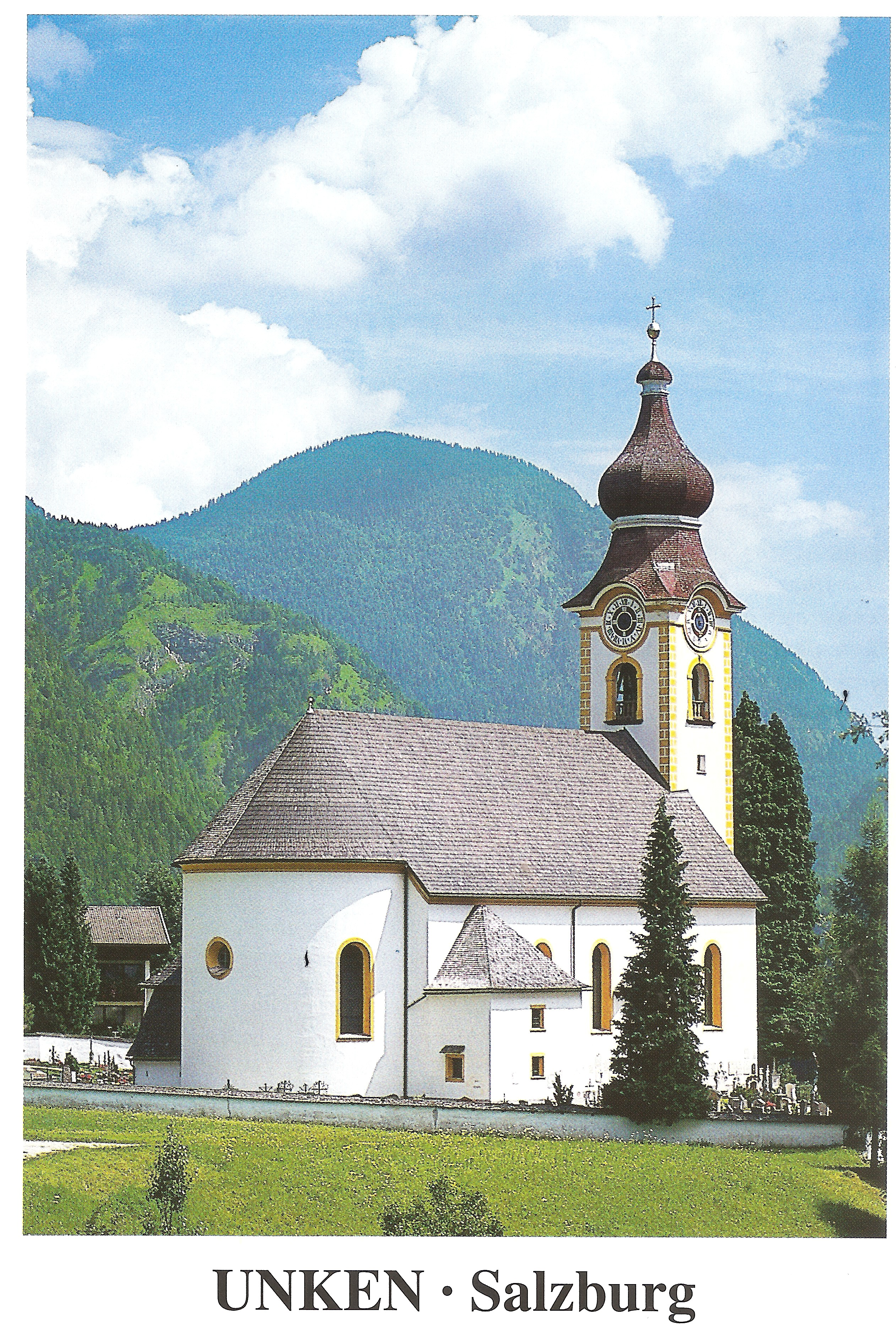